# Scoparia favilliferella
Scoparia favilliferella là một loài bướm đêm trong họ Crambidae.